# تروماتولوژی

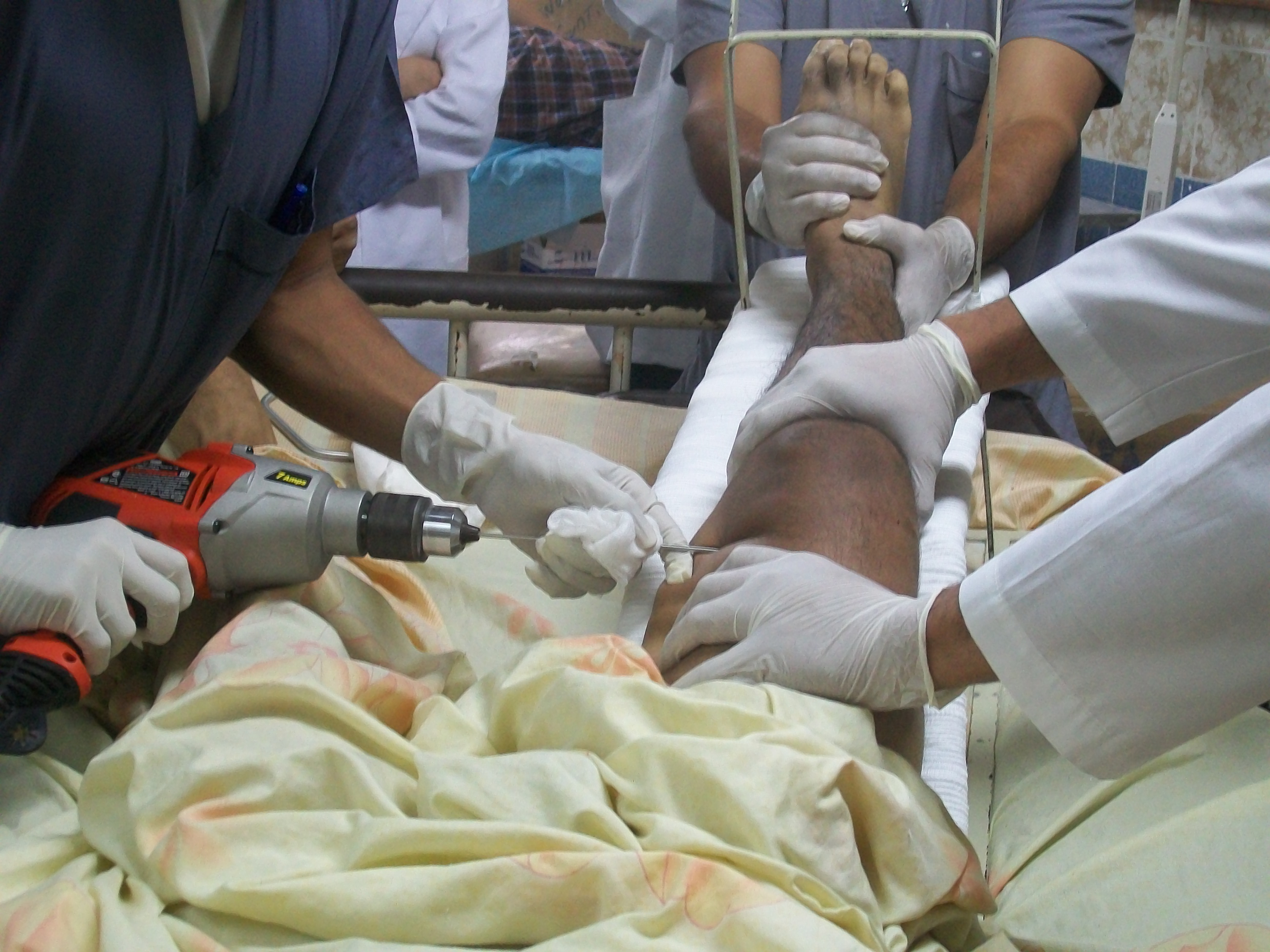
تروماتولوژی

تروماتولوژی یا ضربه‌شناسی، (به انگلیسی: Traumatology)،  از زیر شاخه‌های مهم جراحی و ارتوپدی می‌باشد که به بررسی ضایعات ناشی از ضربه و تروما می‌پردازد.

## تروما
تروما به معنی آسیبی است که بر اثر وارد شدن ضربه به بدن وارد می‌شود و تروماتولوژی نیز در مورد روش‌های مختلف در تشخیص و درمان آسیب‌های ناشی از ضربه به بدن بحث می‌کند.